# Kolonialdistrikt Scoresbysund
Der Kolonialdistrikt Scoresbysund war ein Kolonialdistrikt in Grönland. Er bestand von 1925 bis 1963.

## Lage
Der Kolonialdistrikt Scoresbysund war der nordöstlichste Grönlands. Er grenzte im Süden östlich des Fjords Kangersertuaq an den Kolonialdistrikt Angmagssalik. Im Norden lag unbesiedeltes Niemandsland.

## Geschichte
Bei der Besiedelung Grönlands zog ein Besiedelungsstrom, aus dem die Tunumiit hervorgingen, über die Nordküste nach Ostgrönland und von dort in den Süden. Der heutige Distrikt Ittoqqortoormiit war von daher zeitweilig ebenfalls bewohnt und Überreste vergangener Siedlungen wurden später in der Gegend entdeckt. 1822 kartografierte der britische Seefahrer William Scoresby die Gegend. Auf ihn gehen der Name des Fjords und damit auch der dänische Name der Stadt Ittoqqortoormiit zurück.

1911 wurde erstmals erwogen das Gebiet neu zu besiedeln, weil Ammassalik stark anwuchs. Nachdem Norwegen Anspruch auf Ostgrönland erhoben hatte, wurde 1916 die Durchführung des Plans beschlossen, konnte aber aus finanziellen Gründen nicht umgesetzt werden. Nach mehreren Jahren Streitigkeiten wurde schließlich 1924 die Gründung einer zweiten ostgrönländischen Kolonie durchgeführt. 
Neben Ittoqqortoormiit wurden auch die drei Wohnplätze Uunarteq, Itterajivit und Ittoritteq gegründet. 1944 kam der Wohnplatz Kangikajik, während Innakajik im selben Jahr aufgegeben wurde. 1947 wurde Kangersittuaq besiedelt. Mitte der 1950er Jahre wurden Kangikajik und Kangersittuaq wieder aufgegeben.
Erst 1963 wurde der Kolonialdistrikt zehn Jahre nach der Dekolonisierung Westgrönlands zur Gemeinde Ittoqqortoormiit.

## Orte
- Itterajivit
- Ittoqqortoormiit
- Ittoritteq
- Kangersittuaq
- Kangikajik
- Uunarteq